# Nils-Gunnar Zander
Nils-Gunnar Tageson Zander, född 29 mars 1944 i Stockholm, är en svensk skulptör och målare.

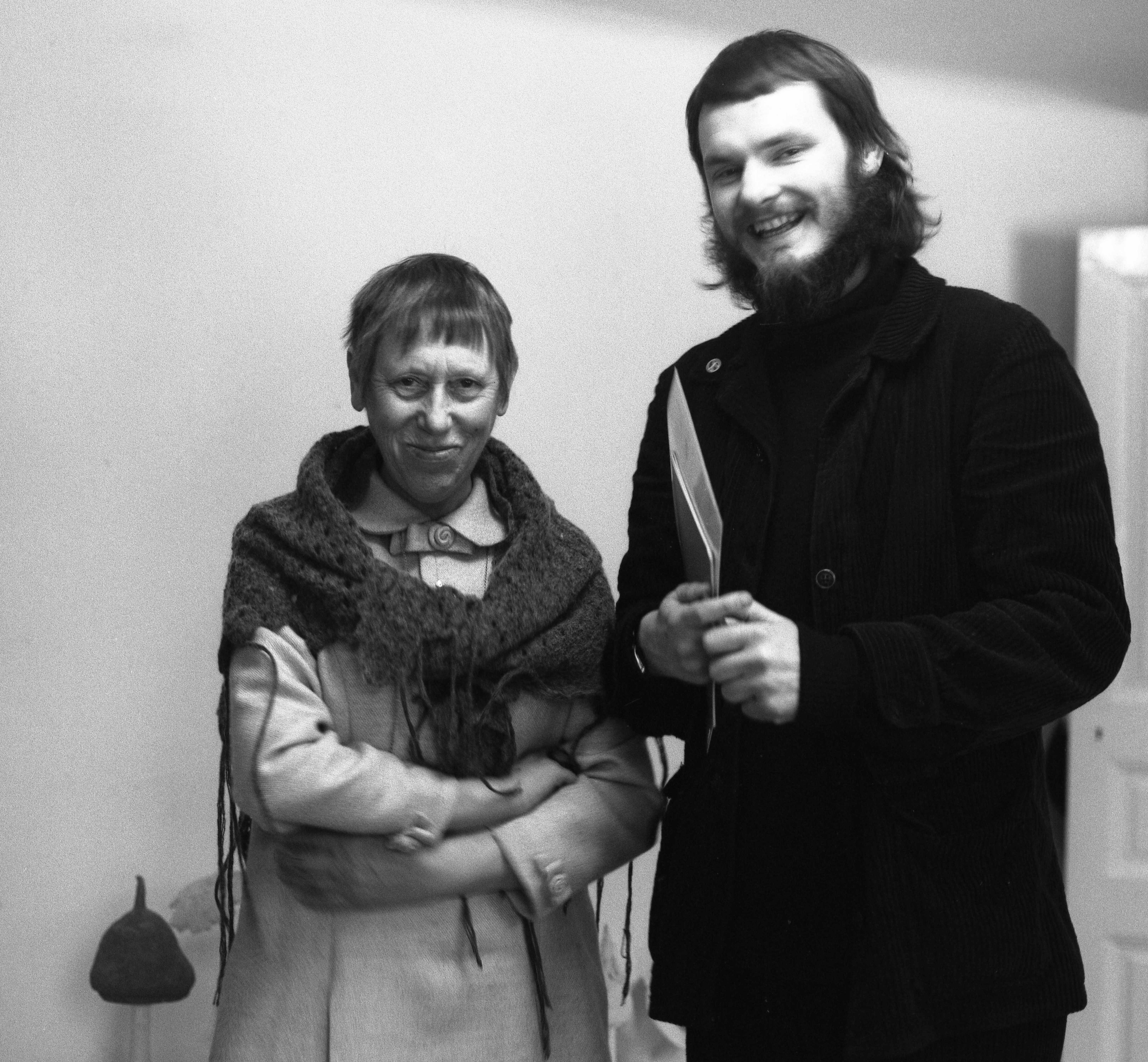
Ebba Pettersson, d.v.s. Petra, och Nils-Gunnar Zander på Galleri Petra hösten 1971.

Efter utbildning på Konstfackskolan 1964–1968 och påbyggnadsår 1969–1970 debuterade han med en utställning på galleriet Hos Petra i Stockholm hösten 1971 och har sedan dess haft åtskilliga utställningar i Sverige, Irland, Australien och Japan. Zander finns representerad på Nationalmuseum,Smålands museum och Konstmuseet i Darwin.